# La petita Venècia
La petita Venècia (italià: Io sono Li) és una pel·lícula dramàtica italiana del 2011 dirigida per Andrea Segre. Va guanyar el premi LUX del Parlament Europeu el 2012. Zhao Tao va guanyar el David di Donatello 2012 a la millor actriu per la seva interpretació de Shun Li. També va treure el premi Whitehead 2014. S'ha doblat i subtitulat al català.

## Repartiment
- Zhao Tao: Shun Li
- Rade Šerbedžija: Bepi
- Marco Paolini: Coppe
- Roberto Citran: advocat
- Giuseppe Battiston: Devis